# Corippo
Corippo (in dialetto ticinese Corip, pronuncia /kurip/) è una frazione di 13 abitanti del comune svizzero di Verzasca, nel Canton Ticino, nel distretto di Locarno. Fino al 18 ottobre 2020 è stato il comune con il minor numero di abitanti di tutta la Svizzera.

## Geografia fisica

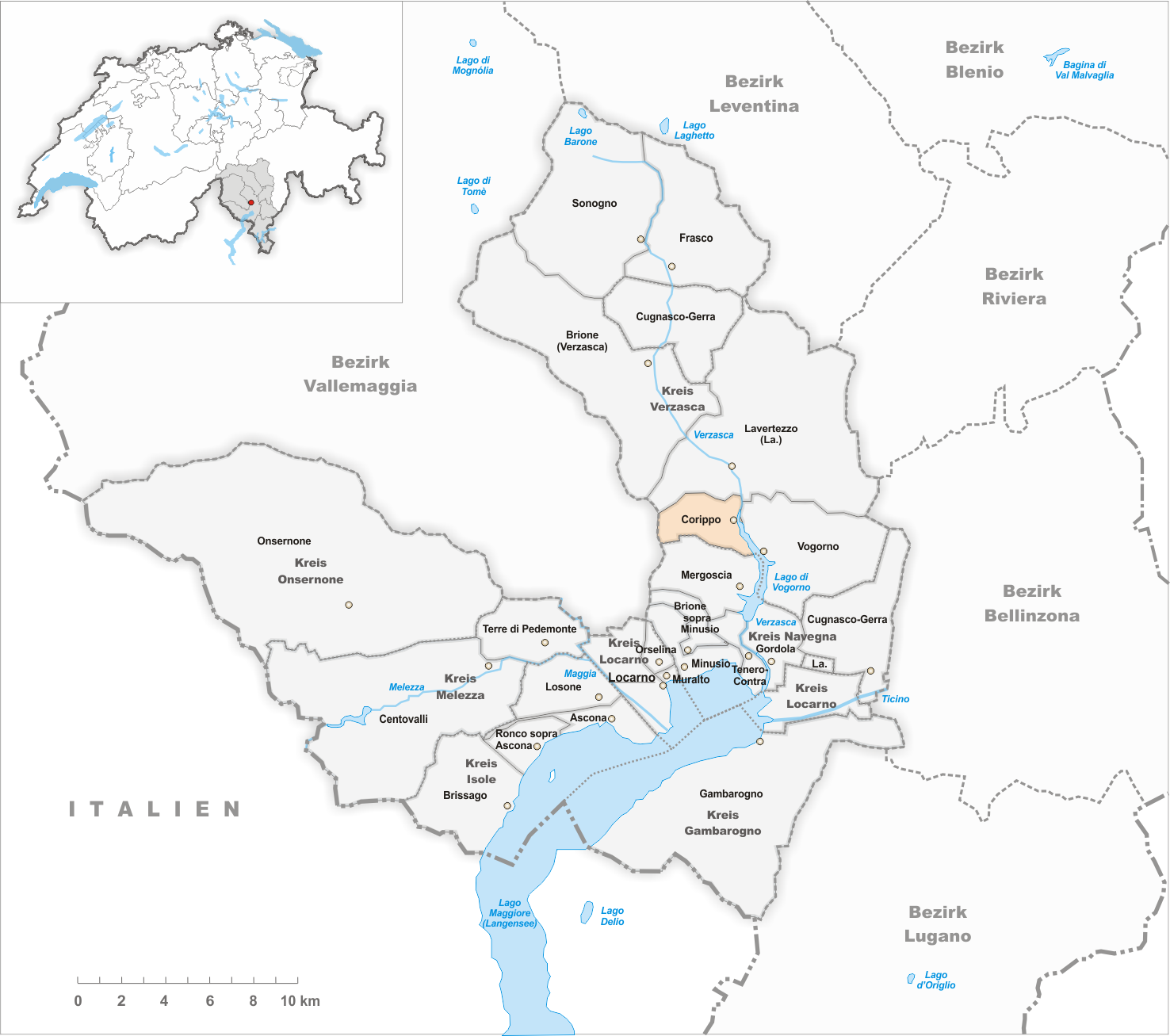
Mappa dell'ex comune di Corippo

Corippo sorge in valle Verzasca, sul versante destro della Verzasca; nel territorio in cui un tempo si estendeva il comune è compresa una parte del lago di Vogorno.

## Storia
Il paese, con il nome di Culipo, è citato per la prima volta in un testamento del 1224; il comune è stato istituito nel 1822 con lo scorporo della località dal comune di Vogorno.
Nel 2020 il comune di Corippo perse la sua autonomia confluendo nel nuovo comune di Verzasca. 

## Monumenti e luoghi d'interesse
- Chiesa di Santa Maria del Carmine (già chiesa della Beata Vergine Annunciata), del XVII secolo[1];
- Cappella della Crosetta all'ingresso nord del villaggio, del 1629[senza fonte].

## Società

### Evoluzione demografica
L'evoluzione demografica è riportata nella seguente tabella:
Abitanti censiti

## Infrastrutture e trasporti
Dal villaggio tramite un sentiero si può raggiungere il comune di Mergoscia sul medesimo lato della valle.

## Amministrazione
Ogni famiglia originaria del luogo faceva parte del cosiddetto comune patriziale e aveva la responsabilità della manutenzione di ogni bene ricadente all'interno dei confini della frazione.